# Christiane Taubira
Christiane Taubira (Cayenne, Francuska Gvajana, 2. veljače 1952.)  francuska je političarka.
Christiane Taubira, po zanimanju profesorica ekonomije, obnaša funkciju predsjednice stranke Walwari u Francuskoj Gvajani (Južna Amerika) od 1993. godine.
Kao zastupnica u francuskoj Nacionalnoj skupštini od 1993. do 2012. godine, branila je prijedlog zakona koji je za cilj imao proglasiti zločinima protiv čovječnosti trgovinu robljem u Atlantskom i Indijskom oceanu te ropstvo, koji su od 15. stoljeća počinjeni nad afričkim, indijanskim, madagaskarskim i indijskim stanovništvom. Ovaj zakon usvojen je 2001. nakon čega je  Francuska Republika 10. svibnja počela obilježavati kao dan spomena na ropstvo i njegovo ukidanje.
Bila je zastupnica u  Europskom parlamentu od 1994. do 1999. te kandidatkinja na francuskim predsjedničkim izborima 2002.
Godine 2012. predsjednik François Hollande imenovao ju je ministricom pravosuđa. Pripremila je i u Parlamentu branila prijedlog zakona kojim se brak omogućuje istospolnim parovima,  odnosno "zakon o braku za sve" čijim je usvajanjem u travnju 2013. ostvaren jedan od ciljeva koje je François Hollande zacrtao tijekom svoje predsjedničke kampanje.

## Vanjske poveznice
- Christiane Taubira na stranici Vlade Francuske Republike, www.gouvernement.fr (pristupljeno 11. rujna 2014.)